# Dysaules himalayanus
Dysaules himalayanus är en bönsyrseart som beskrevs av Wood-mason 1889. Dysaules himalayanus ingår i släktet Dysaules och familjen Tarachodidae. Inga underarter finns listade i Catalogue of Life.